# Gardenia dolichantha
Gardenia dolichantha är en måreväxtart som beskrevs av Elmer Drew Merrill. Gardenia dolichantha ingår i släktet Gardenia och familjen måreväxter. Inga underarter finns listade i Catalogue of Life.